# 中江滋樹
中江 滋樹 （なかえ しげき、1954年（昭和29年）1月31日 - 2020年（令和2年）2月20日）は、日本の元証券ジャーナリスト、相場師、実業家、詐欺師。元投資ジャーナル会長。滋賀県近江八幡市出身。

## 来歴

### 株式売買の風雲児時代
父親が証券会社の社員だった関係で小学生の頃から株を始め、中学生の頃にはすでに株の値動きを示す「チャート」を描いていた。滋賀県立彦根東高等学校時代から名古屋の投資顧問会社「三愛経済研究所」（犬塚芳嗣所長）の会員となり、投資を学ぶ。当時すでに信用取引をやっており、1000万円以上を稼ぎ出した。同級生の証言によると、株式市場の動向を聞くために短波放送のラジオを学校に持ちこみ、授業中もこっそりラジオを聞いて、株価をチェックし、当時は、インターネットや携帯電話のない時代で、休み時間には公衆電話に急いで走って行き、電話で株の売買注文を出していた。教師から「どの銘柄を買えばいいのか教えてくれ」と頼まれていたと言っている。在学中は成績優秀で「数学は、全国模試で3番になったこともある」とも言っている。
同校卒業後は神戸大学経営学部に進んだが、まもなく東京大学への進学を決意して中退したと結城練太郎『野村証券残酷物語』には書かれている。ただし2018年現在の中江の公式プロフィールには「彦根東高校を卒業後、あまりに相場で儲かるので、大学進学がアホらしくなり、家出をして、名古屋市の証券会社で株価の推移を黒板に書く「黒板書き」と呼ばれるアルバイトを始める」としか書かれていないが、実際は前述の三愛経済研究所に就職した。この頃は、故郷の先輩になる中江より少し年下の男性とアパートで同居し、ともに低賃金でつつましい生活を送っていた。同居男性は、中江よりもさらに貧しく、中江にモヤシをご馳走されていたという。中江はモヤシが体にいいと言って、大量に食べていた。就寝時も、敷布団と掛け布団を2人で1枚ずつ使うほど貧しかった。四畳半一間のアパートで、毎晩のように株価の値動きの研究に余念がなく、B4くらいの方眼紙を使い手書きチャートを描いていた。三愛経済研究所には3年間ほど勤めたが、すでに株の売買で一般のサラリーマンよりは多くの収入を得ていた。
1972年（昭和47年）に始まった大相場にめぐり合い、株で儲かっていたため投資家となり、20代前半で株価予想の会員向けレポートを発行する会社を設立。当初は関西を中心に活動し、手書きの情報レポートは「よく当たる」と北浜では既に名を馳せていた。後に東京に進出し投資ジャーナル社を1978年（昭和53年）に設立。中江が手がける株は、頭文字をとって「N銘柄」と呼ばれ、大きな注目を集めた。投資ジャーナル、月刊投資家などを初めとした証券関連雑誌を発行し「絶対に儲かる」株式売買のテクニックを披露した。こうした雑誌は書店の経済、株式コーナーで平積みにされるほど発行部数が多く、後に投資ジャーナル事件の下敷きとなった。雑誌の売れ行きが良くなるとともに、多くの関連会社を設立、マスコミへの露出機会も増え「兜町の風雲児」、「投資の怪物」などと呼ばれ、23歳で数十億円を動かした。2割のもうけを10回続ければ元手が2倍になるという「ツーバイツー理論」を掲げ、会員と巨額の金を集めた。会社の手提げ金庫の中の現金をわし掴みにして、紙袋に1千万円入れて、毎日銀座に通った。飲み代と夕食代だけで毎月2億くらい使い、中江自身「もうむちゃくちゃだった、僕の金銭感覚は」と言っている。当時の金満ぶりから「体を揺らせば大金が出る」とまで表現された。実際に、中江が推奨する株は次々に高騰し、個人投資家から続々と資金が集まった。中江は、アタリ屋の「若き相場師」としてもてはやされ、最盛期には200社近くの関連会社を抱えていた。当時、政治家や財界人、芸能人との派手な交遊が話題になった。パソナ創業者の南部靖之とは盟友関係にあったほか、都心の高級ホテルなどで開かれる豪華なパーティーには、田中角栄をはじめとする政界人も名を連ねた。また、若き日の佐々木ベジ（フリージアグループのオーナー）に7000万円の融資を実行している。。
「株を買う資金を担保の10倍まで融資する」とうたい全国の投資家から約584億円を集めたものの、資金を返しきれず、1985年に警視庁に詐欺容疑で逮捕される。逮捕日の前日には似たような悪徳商法である豊田商事事件の中心人物であった永野一男会長が刺殺される事件（豊田商事会長刺殺事件）が発生していたため、中江の逮捕は「刺殺」の二の舞を避けるための駆け込み逮捕と言われた。投資ジャーナル事件で1985年（昭和60年）に逮捕され、1989年（平成元年）に懲役6年の実刑を受けた。

### 出所後
1992年（平成4年）10月に仮釈放となる。暴力団から得た数十億円の出資金を返せなくなったのを機に、表舞台から姿を消し、一時は死亡説もささやかれた。2006年（平成18年）9月22日午後1時15分ごろ、近江八幡市小幡町の自宅1階に灯油のようなものをまき、マッチで火を付けたとして滋賀県近江八幡警察署に非現住建造物等放火未遂の現行犯で逮捕された。このとき「飼い犬同士のトラブルを発端とした近隣住民とのいさかいを抱えるなど、地元のトラブルメーカーだった」、「中江の実母が同年（2004年（平成16年）、引用者注）12月、精神科に1度入院させたが、1か月で退院したという」とも報道された。
2012年には「今、おカネはほとんどありません」と発言している。2019年9月、日刊ゲンダイにて自身の事業を回顧する連載を開始する。
都内近郊を転々とし、2012年、最後に東京都葛飾区南水元の家賃が月4万8000円のアパートにたどり着くが、この時の持ち物は衣服だけで、同僚らが絨毯やトースターなど、生活に必要なものを提供した。2020年正月には体調の悪化から、おむつを着用し、血圧は190もあった。2020年2月20日、一人暮らしの自宅アパートが火事となり、焼け跡から遺体が発見された。その後、2月25日になって警視庁亀有警察署は発見された遺体が中江本人であることが確認されたと発表した。66歳没。火事の原因は中江の寝たばことみられている。

## 人物
1985年の事件の際にタレントの倉田まり子とのツーショット写真が写真週刊誌『FRIDAY』の創刊号に掲載された。愛人騒動が持ち上がり、倉田は芸能界引退へと追い込まれた。倉田を芸能スカウトした事務所の実質経営者だった元テレビ朝日専務の三浦甲子二が中江と深い交友関係にあり、ファンだった中江に倉田を紹介した。後年、中江は「倉田まり子とは4、5回デートしただけ。男女の関係はないよ。もったいないことしたなあ。あんないい女、やっときゃよかったよ」と発言している。

## 中江を題材にした作品

### テレビ
- 2022年5月17日放送回 - ザ!世界仰天ニュース （日本テレビ）超有名人の事件スペシャル「中江滋樹!小5で株投資!600億円動かした男がアパート火災で死」[4][20]